# Descontinuidade de Gutenberg
| número | correspondente               |
| ------ | ---------------------------- |
| 1      | crosta                       |
| 2      | manto                        |
| 3      | núcleo                       |
| 4      | listosfera                   |
| 3a     | núcleo externo               |
| 3b     | núcleo interno               |
| 2900km | Descontinuidade de Gutenberg |

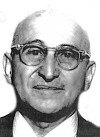
Beno Gutenberg

A descontinuidade de Gutenberg (ou descontinuidade de Wiechert-Gutenberg), localiza-se a uma profundidade aproximada de 2900 km, é uma zona de separação de camadas da Terra, separando o manto do núcleo. As ondas S são refletidas e as ondas P são refratadas, diminuído bruscamente a sua velocidade de propagação. Isso deve-se à natureza das ondas S e P: as ondas S não se propagam em meios líquidos e gasosos, enquanto que as ondas P propagam-se em todos os meios, contudo diminuem de velocidade em meios líquidos e gasosos. As ondas S ou secundárias são ondas tranversais ou de cisalhamento, o que significa que o solo é deslocado perpendicularmente à direcção de propagação como num chicote. No caso de ondas S polarizadas horizontalmente, o solo move-se alternadamente para um e outro lado. São mais lentas que as P, com velocidades de propagação entre 2000 e 5000 m/s, sendo as segundas a chegar. Estas provocam alterações morfológicas, contudo não há alteração de volume. As ondas S propagam-se apenas em corpos sólidos, uma vez que os fluidos (gases e líquidos) não suportam forças de cisalhamento. A sua velocidade de propagação é cerca de 60% daquela das ondas P, para um dado material. A amplitude destas ondas é várias vezes maior que a das ondas P.
Esta descontinuidade encontra-se entre a Mesosfera (Parte inferior do Manto) e o Núcleo Exterior.
Esta descontinuidade foi descoberta e continua a ser bastante útil no ramo da sismologia.
Devido ao aumento de temperatura com a profundidade, o núcleo externo encontra-se em estado líquido.
Com esta alteração, as ondas S (ou secundárias) estudadas em sismologia, não se propagam a partir da descontinuidade, o quê nos permite depreender que, após esse limite, os contituintes estão no estado líquido
Seu nome homenageia os sismólogos alemães Beno Gutenberg e Emil Wiechert.

## Núcleo
Esta é a mais profunda e menos conhecida das camadas que compõem o globo terrestre. Assim como o manto e a crosta estão separados pela Descontinuidade de Mohorovicic, o manto e o núcleo estão separados por outra, a Descontinuidade de Gutenberg, que fica a 2.700-2.890 km de profundidade.
Acredita-se que o núcleo terrestre seja formado de duas porções, uma externa, de consistência líquida e outra interna, sólida e muito densa, composta principalmente de ferro (80%) e níquel (por isso, era antigamente chamada de nife).
O núcleo externo tem 2.200 quilómetros de espessura e velocidade sísmica um pouco menor que o núcleo interno. Deve estar no estado líquido, porque nele não se propagam as ondas S, e as ondas P têm velocidade bem menor que no manto sólido.
O núcleo interno deve ter a mesma composição que o externo, mas, devido à altíssima pressão, deve ser sólido, embora com uma temperatura de até 5.000 °C (um pouco inferior à temperatura da superfície do Sol). Tem 1.250 km de espessura.

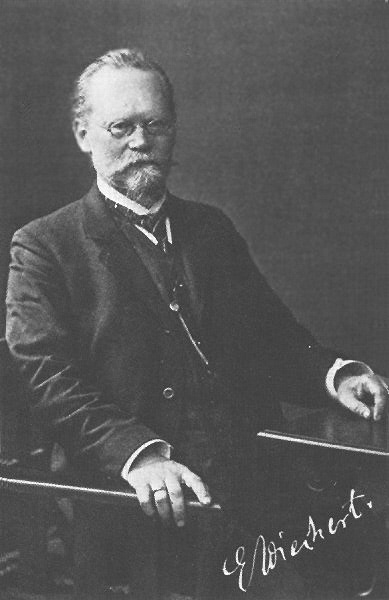
Emil Wiechert

O núcleo da Terra gira, como todo o planeta, e os cientistas acreditam que isso gere uma corrente elétrica. Como uma corrente eléctrica gera sempre um campo magnético, estaria aí a explicação para o magnetismo terrestre, que faz nosso planeta comportar-se como um gigantesco íman. Estudos recentes mostram que o núcleo interno gira um pouco mais depressa que o resto do planeta.

## Camada D”
A camada mais baixa do manto (conhecida como D”) é colocada diretamente sobre o limite núcleo-manto. Suas heterogeneidades foram descritas em 
. Em 1993, Czechowski  indicou que essas heterogeneidades (chamadas continentes-núcleo) consistem em material flutuando em um núcleo líquido. Essas heterogeneidades se movem e determinam algumas propriedades dos pontos quentes e da convecção do manto. Pesquisas posteriores apoiaram essa hipótese .

## Beno Gutenberg
Beno Gutenberg, sismólogo alemão, nasceu a 4 de junho de 1889, em Darmstadt, Alemanha, e morreu, vítima de uma pneumonia, a 25 de janeiro de 1960. Completou os seus estudos na Universidade de Göttingen e direcionou-se para a área da Geofísica. Em 1913, através da análise da alteração da propagação das ondas sísmicas, descobriu a zona de sombra, que por sua vez se situava a uma profundidade de 2900 km. Essa zona, onde começava a tal zona de sombra, coincidia com a fronteira entre o manto e o núcleo terrestre. A este limite foi dado o nome de Descontinuidade de Gutenberg,em sua homenagem.
Este aposentou-se em 1958 e durante a sua vida profissional contribuiu decisivamente para a compreensão da formação e disposição atual do interior da Terra. Beno Gutenberg iniciou os seus estudos em Darmstadt, mudando-se em 1908 para Gottingen, com o objetivo de estudar meteorologia. Depois de concluída a licenciatura, direcionou os seus estudos para o interior da Terra, baseando-se nos materiais pesquisados e recolhidos por Emil Wiechert, que tinha fundado um instituto para o estudo da Geofísica. 
Em 1911, após a conclusão do seu doutoramento sob a direção do professor Emil J. Wiechert, que o promove a sismólogo, passou a efetuar cálculos que ainda hoje são considerados corretos. Assim, os cálculos detalhados que efetuou foram possíveis para definir o diâmetro do núcleo da Terra e para demonstrar que este termina a 2900 km de profundidade, ficando o limite entre o manto e o núcleo conhecido como Descontinuidade de Gutenberg, pois foi Beno que o descobriu. Chegou à conclusão da existência da sua descontinuidade pela análise da alteração da propagação das ondas sísmicas (P e S), confirmando que o núcleo é líquido, pois as ondas S, sendo transversais, não se propagam nessa zona, chamada de zona de sombra. 
Durante a primeira grande guerra mundial, serviu o Serviço Meteorológico do exército alemão onde foi ferido. Devido ao baixo salário que lhe era atribuído, teve de se empregar numa fábrica e rescindir com o exército alemão. Terminada a guerra, mudou-se para Frankfurt, e em 1926 tornou-se um dos seus principais professores. Durante a sua estadia em Frankfurt, publicou grande número de trabalhos científicos e três livros, sendo Handbuch der Geophysik (Manual da Geofísica), editado em vários volumes, um dos mais conhecidos.
Em 1930, entrou para o laboratório de Sismologia de Carnegie Institution of Washington, ao mesmo tempo que se tornou professor catedrático no California Institute of Technology (Instituto de Tecnologia da Califórnia), onde desenvolveu o primeiro catálogo moderno mundial de terramotos, denominado "Sismicidade da Terra". Após a doença do diretor do laboratório, Gutenberg assumiu o cargo de diretor, tornando aquele estabelecimento num importante centro de pesquisa e de estudos avançados sobre sismos e sobre a estrutura da Terra.
Beno Gutenberg, durante a Grande Guerra, serviu o Serviço Meteorológico do exército alemão, mas devido ao seu baixo salário levou a rescindir e teve de arranjar trabalho numa fábrica. Durante os tempos de trabalhador na fábrica Beno participou e publicou diversos trabalhos acerca da geofísica, sendo um deles Handbuch der Geophysik que foi editado em vários volumes. Ao longo da sua vida, presidiu muitos comités e sessões da “International Union for Geodesy and Geophysics” foi presidente da “Seismological Society of America” e membro da “Royal Society of New Zealand”.
Foi colega de Charles Richter no "California Institute of Technology", onde o ajudou a desenvolver a escala de magnitude sísmica (escala de Richter), com recurso à anlise de ondas sísmicas, mas que geralmente é apenas conhecida pelo nome de seu parceiro (Charles Richter). Também criou, com Richter, a Lei de Gutenberg. Esta consistia numa teoria que apontava a probabilidade da ocorrência de sismos, assim como a sua distribuição.
Foi Gutenberg que descobriu ainda a astenosfera. 
Em toda a sua carreira, Gutenberg escreveu cerca de 300 artigos e livros, e conquistou numerosos prémios, em vários países.
Ajudou também nas decisões definitivas para a compreensão da formação da Terra.
Nos anos 20 já era um dos sismólogos mais conhecidos por todo o mundo, e o principal de Alemanha.
Beno Gutenberg completou os estudos superiores na Universidade de Göttingen. Depois de obter a licenciatura, direcionou a sua atenção e os seus estudos para o interior da Terra, baseando-se nos materiais pesquisados e recolhidos por Wiechert, tendo sido membro da Associação Sismológica Internacional em Estrasburgo, que se situa na França.
Escreveu cerca de trezentos artigos e livros ao longo da sua vida.
A pneumonia da qual foi vítima deveu-se a uma simples infeção. 
Em 1996 foi estabelecido pelo “Division on Seismology”, uma medalha em homenagem a Beno Gutenberg que visa premiar indivíduos que tenham contribuído para o desenvolvimento da sismologia. Nos últimos anos foram atribuídas medalhas, a contributos relacionados com pequenas descobertas relacionadas com as ondas sísmicas, composição de camadas da Terra, sejam o manto e o núcleo, entre outras. 

## Método de estudo
A partir do estudo da velocidade de propagação das ondas sísmicas é possível inferir sobre o estado físico dos materiais em profundidade, a sua densidade e a sua rigidez. A sismologia também é essencial para estudar a composição química dos materiais.

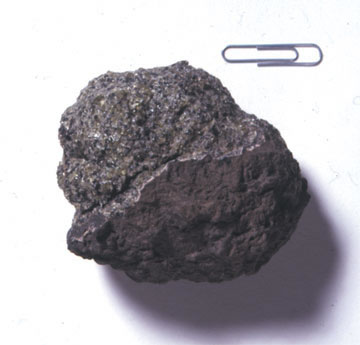
Peridotito

Admite-se que o manto superior seja essencialmente constituído por uma rocha ígnea ultrabásica – o peridotito. Esta rocha é fundamentalmente composta por minerais ferromagnesianos como as olivinas, piroxenas e anfíbolas.
Diversos estudos experimentais provam que a composição mineralógica do peridotito varia com a profundidade, em função da pressão. Os cientistas admitem que, apesar de haver alterações mineralógicas, não se verificam modificações importantes na composição química do manto superior para o inferior.

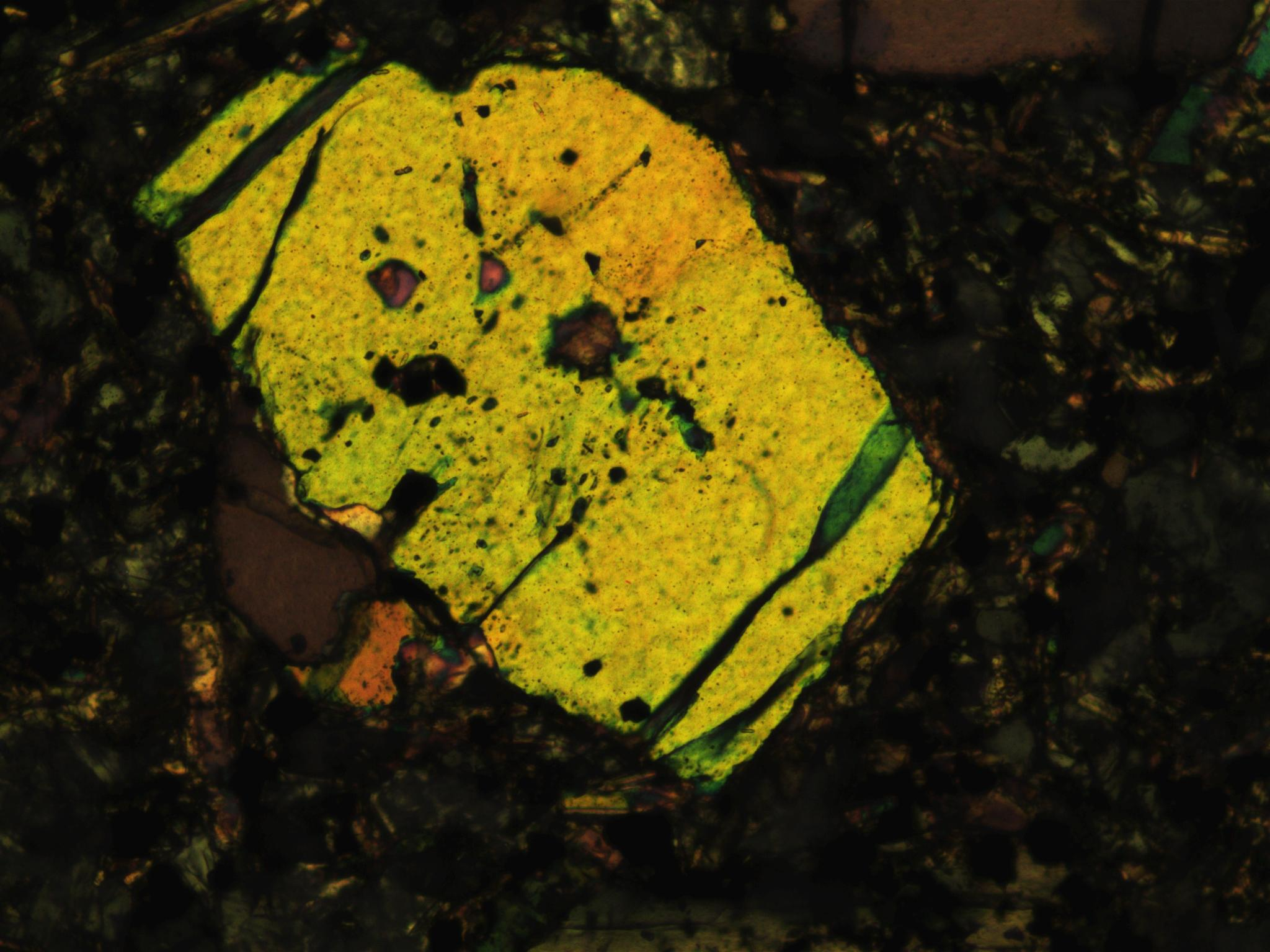
Olivina

Várias décadas após a descoberta da expansão dos fundos oceânicos e da aceitação da Teoria da Tectónica de Placas, permanece por esclarecer como se processa a convecção mantélica e de que forma este processo é o motor responsável pela mobilidade litosférica e que, em última análise, é a causa da atividade tectónica.